# Svarte fugler
Pour plus de détails, voir Fiche technique et Distribution.
Svarte fugler (« Oiseaux noirs ») est un film dramatique suédo-norvégien réalisé par Lasse Glomm (no), sorti en 1983. 
Le film est basé sur une nouvelle de Espen Haavardsholm, Det uåpnede brevet, publiée en 1981, et a été enregistré avec la participation d'acteurs norvégiens, suédois et français. Le film traite d'une relation amoureuse difficile entre le Norvégien Stein, interprété par Bjørn Skagestad (no) et la franco-suédoise Simone, jouée par Bibi Andersson. 
La première projection de Svarte fugler a lieu le 2 décembre 1983 au cinéma Rialto (sv) à Stockholm (Suède), et a été diffusé plusieurs fois sur les chaînes du groupe norvégien NRK depuis sa sortie.

## Synopsis
Simone et Stein se rencontrent à la Foire du livre de Francfort, en Allemagne, et sont attirés l'un envers l'autre. Simone Cambral est franco-suédoise et travaille à Paris en tant que rédactrice, tandis que Stein Carlsen est employé chez l'éditeur Aschehoug à Oslo. Ils sont amoureux l'un de l'autre et se rencontrent régulièrement pendant une semaine, qui s'avère chaude et intense. Mais un mois plus tard, ils ne se voient plus et ont très peu de contacts téléphoniques ensemble. Stein décide donc d'aller retrouver Simone à Paris, mais celle-ci se dit incapable d'entamer une relation concrète avec lui ; elle se plaint également de cauchemars à répétition, dans lequel elle voit des oiseaux noirs, ce qui la plonge dans un état de dépression et de désillusion. Steinar, déçu, rentre chez lui en Norvège, mais ne parvient pas à chasser Simone de ses pensées au fil du temps, et décide de repartir une seconde fois en France pour aller la retrouver, mais elle a depuis sombré dans une dépression. C'est la dernière fois que Steinar voit Simone. De retour en Norvège, il tente de la joindre par téléphone, mais ses appels demeurent sans réponse. Un an après sa rencontre avec Simone, Steinar retourne à la foire du livre de Francfort, où il essaye de la retrouver, mais en vain ; Simone a en réalité mis fin à ses jours.

## Fiche technique
- Titre : Svarte fugler
- Réalisation : Lasse Glomm (no)
- Producteur : Bente Erichsen (no)
- Photographe : Erling Thurmann-Andersen (no)
- Musique : Anne Grete Preus
- Montage : Lars Hagström
- Pays d'origine :  Norvège,  Suède
- Langue : Norvégien, suédois
- Genre : Film dramatique
- Durée : 90 minutes
- Limite d'âge : 16 ans[2]
- Dates de sortie : 
  -  Norvège : 2 décembre 1983

## Distribution
- Bjørn Skagestad (no) – Steinar Carlsen
- Bibi Andersson – Simone Cambral
- Anouk Ferjac – Celeste
- Henri Serre – Jean-Claude
- Snorre Bjaanæs – Erik
- Janny Hoff Brekke – Mère d'Erik
- Minken Fosheim (de) – Aasil
- Élisabeth Hardy – Mère de Simone
- Keve Hjelm – Lindtner
- Jean-Paul Moulinot – Père de Simone
- Lella Nilssen – Secrétaire
- Rocco Petruzzi – Paul
- Nathalie Richard – Amie
- Sigmund Sæverud (no) – Bakke
- Micky Sébastian – Elisabeth

## Réception dans la presse
Le film a reçu les notes respectives de 3/6 et 5/6 de la part des journaux VG et Dagsavisen (système de notation terningkast (en)).